# بینگم (مین)
بینگم(به انگلیسی: Bingham) شهری در ایالت مین کشور ایالات متحده آمریکا است که جمعیت آن در سرشماری سال ۲۰۱۰ میلادی، ۷۵۸ نفر بوده‌است.